# Riusciranno i nostri eroi a ritrovare l'amico misteriosamente scomparso in Africa?
Riusciranno i nostri eroi a ritrovare l'amico misteriosamente scomparso in Africa? is een Italiaanse filmkomedie uit 1968 onder regie van Ettore Scola.

## Verhaal
Een zakenman reist met een vriend naar Afrika om er een vriend te zoeken, die in vreemde omstandigheden is verdwenen. Ze vinden hem terug als leider van een inheemse stam. Hij wordt er omringd door knappe, halfnaakte vrouwen. Ze besluiten hun vriend terug mee naar huis te nemen. De vraag is maar of hij dat ook wil.

## Rolverdeling
| Acteur            | Personage          |
| ----------------- | ------------------ |
| Alberto Sordi     | Fausto Di Salvio   |
| Bernard Blier     | Ubaldo Palmarini   |
| Alfredo Marchetti | Kolonel Zappavigna |
| Franca Bettoia    | Rita Di Salvio     |
| Giuliana Lojodice | Marisa Sabatini    |
| Domingo Figueras  | Durabal            |
| Ramiro Duogo      | Monteur            |
| Manuel Marques    | Omroeper           |
| Ivo Sebastianelli | Benedetto Campi    |
| Manuel Zarzo      | Pedro Tomeo        |
| Clara Montero     | Maria Carmen       |
| Vittorio André    | Vader Francesco    |
| Roberto De Simone | Vader Cerioni      |
| Edgar Montiero    | Fernando           |
| Claude De Solms   | Florinda           |
| Nino Manfredi     | Oreste Sabatini    |